# فضاء كوني
الفضاء :

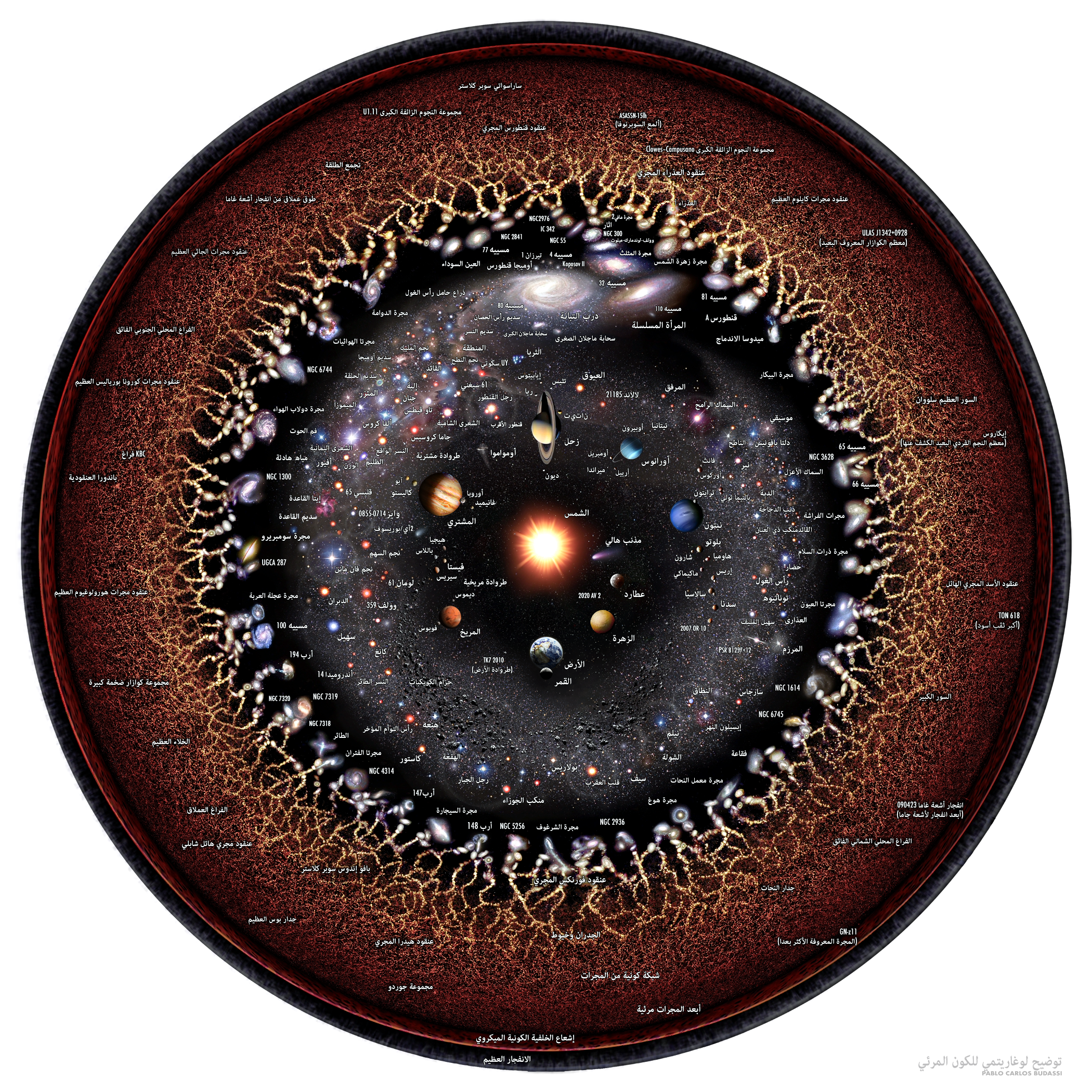
تمثيل لوغاريتمي للكون المرئي. يتم وضع تعليقات توضيحية على الأشياء الفلكية البارزة. تزيد المسافة من الأرض بمعدل أسي من المركز إلى الحافة. تم تكبير الأجرام السماوية لتقدير أشكالها.

في علم الكون، الكون أو الفضاء الكوني هو مجمل الزمكان المستمر الذي نعيش به بما في ذلك الكواكب، والأقمار والكواكب الصغيرة، والنجوم والمجرات ومحتويات الفضاء الخارجي بين المجرات، ومجمل الطاقة والمادة الموجودة في هذا الكون ، وبالتالي يقابل في العديد من السياقات والمجالات العلمية كلمتي: فضاء أو كون. يفترض العديد من العلماء أن الفضاء الكوني يمكن أن يكون جزءاً من جملة متعددة الأكوان تعرف بالعوالم المتعددة أو الأكوان المتعددة . تستعمل لغرض وصف الفضاء الكوني مجموعة مصطلحات مثل: كون معروف وكون مشاهد  وكون مرئي : هذه المصطلحات تصف أجزاءً من الفضاء الكوني يُمكن أن تكون مرئية أو مقاسة بطرق رصد مختلفة. فما نراه بالعين نراه عند رؤية الضوء، وطيف الضوء ما هو إلا نطاق ضيق من النطاق الكبير للموجات الكهرومغناطيسية. لهذا يقوم علماء الفلك ببناء أجهزة رصد «ترى» في نطاق الأشعة تحت الحمراء، ومراصد أخرى «ترى» الأشعة السينية، وأخرى ترصد أشعة فوق البنفسجية، وأجهزة ترصد أشعة غاما. عندما تتطابق جميع تلك الصور على بعضها البعض تكتمل رؤيانا للكون وما فيه من نجوم ومجرات وانفجارات في هيئة مستعرات عظمى وعجائب أخرى.
في علم الكون، الكون أو الفضاء الكوني Universe هو مجمل الزمكان المستمر الذي نعيش به بما في ذلك الكواكب، والأقمار والكواكب الصغيرة، والنجوم والمجرات ومحتويات الفضاء الخارجي بين المجرات، ومجمل الطاقة والمادة الموجودة في هذا الكون ، وبالتالي يقابل في العديد من السياقات والمجالات العلمية كلمتي: فضاء أو كون. يفترض العديد من العلماء أن الفضاء الكوني يمكن أن يكون جزءاً من جملة متعددة الأكوان تعرف بالعوالم المتعددة أو الأكوان المتعددة (Multiverse). تستعمل لغرض وصف الفضاء الكوني مجموعة مصطلحات مثل: كون معروف (known universe) وكون مشاهد (observable universe) وكون مرئي (visible universe): هذه المصطلحات تصف أجزاءً من الفضاء الكوني يُمكن أن تكون مرئية أو مقاسة بطرق رصد مختلفة. فما نراه بالعين نراه عند رؤية الضوء، وطيف الضوء ما هو إلا نطاق ضيق من النطاق الكبير للموجات الكهرومغناطيسية. لهذا يقوم علماء الفلك ببناء أجهزة رصد «ترى» في نطاق الأشعة تحت الحمراء، ومراصد أخرى «ترى» الأشعة السينية، وأخرى ترصد أشعة فوق البنفسجية، وأجهزة ترصد أشعة غاما. عندما تتطابق جميع تلك الصور على بعضها البعض تكتمل رؤيانا للكون وما فيه من نجوم ومجرات وانفجارات في هيئة مستعرات عظمى وعجائب أخرى.
وعلى أساس رؤيانا ورصدنا للأجرام والمجرات السماوية والزيادة المترددة في معرفتنا لتكوينه والعمليات المستمرة الجارية فيه، تدل تلك المشاهدات على أن الكون بدأ بانفجار عظيم حدث منذ نحو 13.7 مليار سنة. ويعتقد العلماء أن مع هذا الانفجار من نقطة صغيرة جدا فقد بدأ الزمن وبدأ المكان أي بدأ الوجود. كما يعتقد العلماء أن هذا الانفجار العظيم قد تبعته مرحلة تسمى التوسع الكوني (cosmic inflation) عملت على أن لا تلتحم كتلة تلك الغمامة الأولية المحتوية على جسيمات أولية نعرفها ومالا نعرفها تحت فعل الجاذبية. ماهي القوة التي عملت ضد قوى الجاذبية بحيث لا ينكفيء الكون الأول على نفسه ويتدمر ويزول ثانيا؟ لا يعرف أحد حتى الآن، ولا تزال البحوث جارية لمعرفة تلك القوة الغامضة والتي يسميها علماء الفلك الآن طاقة مظلمة.

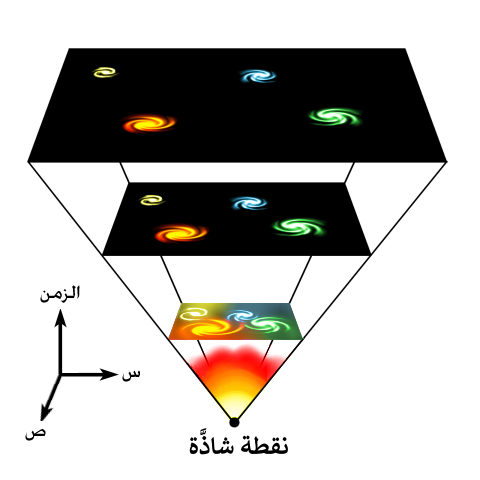
حسب نظرية الانفجار العظيم نشأ الكون من حالة كثيفة وحارة جدا ثم بدأ بالتمدد والتوسع دافعاً المجرات بعيداً عن بعضها.

بالإضافة إلى ذلك تشير المراصد أن في الكون جسيمات أو أجسام ليست معروفة لنا، أي لا نحسها ولم نستطع قياسها بأي من الوسائل العلمية التي تحت يدينا حاليا. استنتج العلماء وجود تلك الجسيمات أو الأجسام الغير مرئية بجميع وسائل القياس عندما شاهدوا حركة دوران المجرات حول نفسها. فطبقا لقوانين نيوتن لابد وأن تكون سرعة دوران النجوم على حافة المجرات أقل من سرعة النجوم الدائرة في أفلاك قريبة من حوصلة المجرة. ولكن من «العجيب» فيبين الرصد وقياس سرعات تلك النجوم الخارجية أن سرعاتها عالية أعلى مما تحسبة معادلات نيوتن عن الجاذبية. ورغم تلك السرعات الكبيرة لنجوم حافة المجرات فهي لا تنفص وتفر من المجرة. لهذا يستنتج العلماء أنه لا بد من وجود أجسام أخرى لا نراها تعمل بجاذبيتها على عدم فرار النجوم السريعة من مجرة. وحاليا (فالبحث لا يزال جاريا عنها) يسميها العلماء مادة مظلمة.
البحث عن المادة المظلمة جاري على قدم وساق ولا يبخل في تكاليف البحث عنه، فمن ابتكار أجهزة لمحاولة قياسه في الفضاء الكوني، إلى بناء معجلات جسيمات يتم فيها اصطدام بروتونات ومضادات البروتونات بطاقات عالية جدا، ومشاهدة وتسجيل أنواع الجسيمات المتكونة المختلفة من هذه الاصطدامات، يأمل الفيزيائيون العاملون في هذا المجال أن يساعدوا علماء الفلك في العثور على تلك المادة المظلمة التي يعتقدون وجودها في الكون، ولكننا لا نشعر بها. من تلك المعجلات الكبيرة ما قامت ببنائه المنظمة الأوربية للأبحاث النووية مثل مصادم الهادرونات الكبير، والذي تكلف نحو 3 مليارات يورو ويعمل فيه نحو 2000 من الفيزيائيين المتميزين.
يعتبر العديد من علماء الفلك أنه من المستحيل ملاحظة كامل الاستمرارية الكونية، ويميلون إلى الاكتفاء بما يدعى كوننا أو فضائنا الكوني (our universe).
في الاصطلاح الفلسفي، يكون الفضاء الكوني هو مجموع الجسيمات الموجودة والفضاء الذي تحدث فيه الأحداث جميعها. ويعرف (الفضاء) أيضاً بأنه كل ما كان علي النطاق الخارجي عن نظام الأرض أو الكرة الأرضية. ودائماً نشير إليه بأنه العالم المجهول المليء بالكائنات والأجسام الغريبة التي نتوق لمعرفتها والبحث في طياتها.

## تعريف
ويمكن تعريف الكون بأنة كل شيء موجود، وكل ما كان قائما، وكل شيء سيكون موجودا. ومن منطلق فهمنا الحالي، الكون يتكون من الزمكان وأشكال الطاقة (بما في ذلك الإشعاع الكهرومغناطيسي والمادة)، والقوانين الفيزيائية التي تتعلق بها. الكون يشمل كل الحياة، كل التاريخ، وبعض الفلاسفة والعلماء تشير إلى أنه حتى يشمل الأفكار مثل الرياضيات والمنطق.

## أصل كلمة Universe
كلمة universe مشتقة من الفرنسية القديمة  univers، والتي بدورها مشتقة من اللاتينية  UNIVERSUM . استخدمت الكلمة اللاتينية من قبل شيشرون وفي وقت لاحق استخدمت في العديد من الكتب اللاتينية.

### مرادفات
مصطلح "universe" بين الفلاسفة اليونانيين القدماء من فيثاغورس فصاعدا كان τὸ πᾶν tò pân، وتعني ("all") الذي يعرف بأنه كل المواد وجميعها بما فيه كل ما يتواجد في الفضاء، و τὸ ὅλον tò hólon كل شيء، والتي لم تشمل بالضرورة الفراغ. مرادف آخر ὁ κόσμος ho kósmos وتعني العالم والكون  تم العثور على مرادفات أيضا في الكتب اللاتينية للمؤلفين (توتس، موندوس، ناتورا).

## الكون ونشأة الحياة

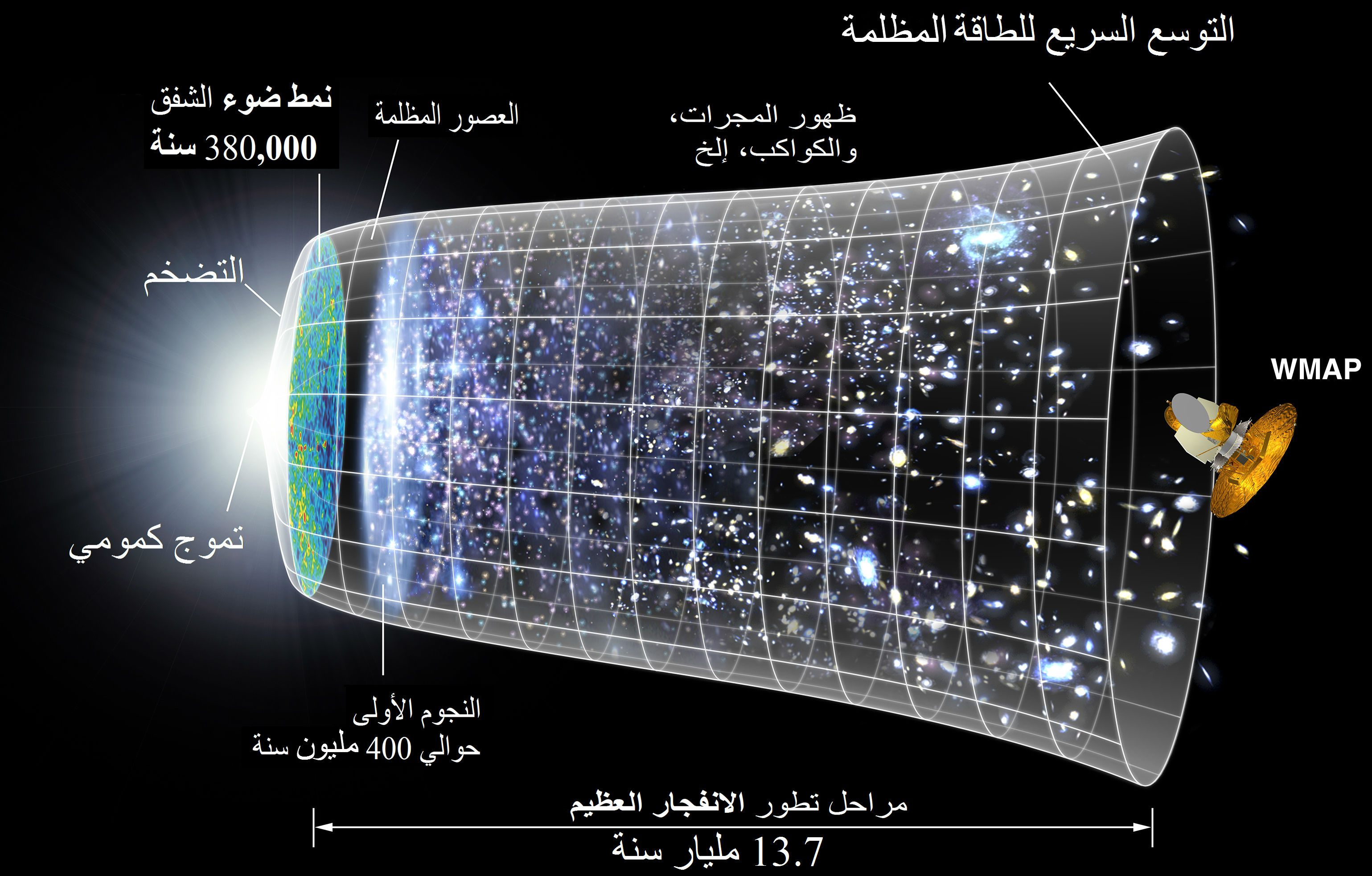
نموذج توضيحي لتمدد الفضاء، حيث يُمثل كل فترة زمنية مقطع دائري في الرسم. على اليسار تبدأ حقبة التضخم، وفي المنتصف يتسارع تمدد الكون.

بناء على المشاهدات الفلكية وما يقوم به من فيزيائيون وكيميائيون من أبحاث فقد وضع العلماء نموذجاً لنشأة الكون ونشأة الحياة فيه. هذا النموذج قد يكون صحيحاً أو خاطئاً، ولكن البحث لا يزال جاريا لمعرفة «الحقيقة». على أية حال يقول النموذج بأن الكون قد بدأ بالانفجار العظيم وبعدها تكونت الجسمات الأولية من بروتونات ونيوترونات ثم بعدها الإلكترونات. ثم التحمت بعض البروتونات مع النيوترونات وكونت أنوية ذرات الهيدروجين والهيليوم، تلك هي اللبنات الأولية لبناء الكون بالإضافة إلى الإلكترونات، وتكون غازي الهيدروجين بنسبة نحو 75% والهيليوم بنسبة نحو 23 % وقليل جداً جداً من العناصر الأثقل الخفيفة (مثل الليثيوم). تلك هي البداية، ومع الانفجار العظيم يبدأ الزمن. أي الزمن قبل الانفجار العظيم في علم الغيب. من العجيب أن تتساوى كتلة البروتون والنيوترون (بينهما فرق صغير)! ولماذا الإلكترون أخف 1840 مرة من البروتون؟ والجاذبية بين تلك الجسيمات التي تعتمد على الكتلة، تلك القوة، لماذا هي بهذا القدر بالذات؟ والتحام البروتونات المتماثلة الشحنة في وجود نيوترونات، لماذا تتحد (لتكوين عناصر) ولا تتنافر، أنها القوة الشديدة هي التي تجمع بينهم لتكوين أنوية الذرات، ولماذا القوة الشديدة تعمل بهذه القوة بذاتها، وفي حدود ضيقة جداً على مستوى الجسيمات الأولية، ولا تمتد إلى البعيد مثلما تفعل قوة الجاذبية؟
وطبقاً لنموذج الانفجار العظيم بدأ الكون بغمامة شديدة الحرارة مكونة من جسيمات أولية بروتونات ونيوترونات متساوية الكتلة تقريباً، وإلكترونات أخف منها 1840 مرة. لهذا تدور الإلكترونات (الخفيفة) حول أنوية الذرات. في البدء تكون غازي الهيدروجين والهيليوم مع اتساع الكون وانخفاض درجة حرارته. التحم بروتونين ونيوترون مع بعضهم وكونوا نواة ذرة الهيليوم-3 . كما اندمج بروتونان مع نيترونان وكونوا نواة الهيليوم-4. تلك هي اللبنات الأولى في الغمامة الأولية. وتحت فعل الجاذبية إلى تمتد إلى البعيد تجمعت أجزاء من تلك الغمامة مكونة نجوما ومجرات. وبتزايد كميات الهيدروجين والهيليوم في نجم اشتعلت تفاعلات الاندماج النووي فيه، و«طبخت» في قلب النجوم عناصر أثقل من الهيليوم، مثل الليثيوم والكربون والنتروجين والأكسجين وغيرها حتى عنصر الحديد. وتعتمد الخواص الفيزيائية والكيميائية على خواص اللبنات الأساسية وهي البروتون والنيوترون والإلكترون، أصل الخلق. ومع ذلك تختلف خواص العناصر اختلافا كبيرا. ومنها على الأخص الكربون والنيتروجين والهيدروجين التي يمكنها تشكيل جزيئات مسلسلة طويلة منها مادة عضوية ومنها ما يسمى مادة حيوية يتكون الجزيء منها من آلاف الذرات وذلك عندما توجد لها ظروف مناسبة من الضغط ودرجة الحرارة مثل ظروف الأرض.
بقدرة قادر نشأ من الجزيئات الحيوية على الأرض مادة حيوية تستطيع مضاعفة نفسها. فالدنا يستطيع توليد نفسه أي يصنع دنا مماثلا له، وبذلك يتعدد ويتوالد. هذه هي الحياة وبدأت الحياة تدب على الأرض.
ويتساءل العلماء، هل عالمنا أو كوننا هذا هو الوحيد؟ هل توجد طريقة وحيدة فقط لتكوين بروتونات ونيوترونات وإلكترونات بهذه الخواص المحددة فقط، بحيث تؤدي إلى تكوين العالم والكون الذي نعيش فيه؟ أم من الممكن أن تكون هناك انفجارات عظمى أخرى يمكن أن تتكون فيها مادة وجسيمات من أنواع أخرى تـكون غريبة كل الغرابة عن مادة عالمنا المألوف لنا؟ من هنا نشأت فكرة تعددية الأكوان (Multi universe)، وهي مجرد خيال وتخمينات! أو مجرد تساؤل! فلدينا في عالمنا الكثير مما يحتاج التفسير، مادة مظلمة، وطاقة مظلمة وانفجار عظيم من «لاشيء»!

## الكون والفضاء الكوني
الفرق بين الكون (Cosmos) والفضاء الكوني (Universe) أن التسمية الأولى تُعبر عن الكون المرئي لنا، أما الثانية فهي مُجمل الزمكان في كوننا سواءٌ أكان مرئياً لها. كلمة "Cosmos" كانت تستعمل في الفلسفة، وهي مشتقة من أصل إغريقي بمعنى «النظام»، على عكس الفوضى. ثم أصبحت تطلق على الكون ككل (الكون المعروف) نظراً لانتظامه. أما "Universe" فقد كانت منذ البداية تعبر عن كل الوجود المادي: الأرض والكواكب والشمس والقمر إلخ. في الحقيقة كلمة «كون» باللغة العربية هي تقريباً مرادف لـ"Universe"، أما "Cosmos" فلا يوجد لها مرادف قريب أو بعيد في اللغة العربية.